# Txolbon
Txolbon (en rus: Чолбон) és un poble de la república de Sakhà, a Rússia, que en el cens del 2010 tenia 5 habitants, pertany al districte de Batagai.